# Lars Blomgren
Lars Paul Blomgren, född 7 augusti 1962 i Spånga församling i Stockholm, är en svensk filmproducent. 

## Biografi
Lars Blomgren har arbetat inom Svensk film sedan 1980-talet och har bland annat producerat ett stort antal Beck-filmer samt filmer om Lilla spöket Laban.
Blomgren arbetade för Filmlance International där han i många år även var vd. I juni 2018 utsågs han till chef för manusbunden innehåll i EMEA-regionen hos Filmlances dåvarande ägare Endemol Shine Group. Två år senare uppgick Endelmol Shine i Banijay, varpå Blomgren i september 2020 fick samma tjänst i den sammanslagna koncernen.
I december 2020 meddelades det att Blomgren skulle lämna Banijay för att istället bli chef för produktionsbolaget Media Res nya internationella gren Media Res International. Han började på Media Res den 1 januari 2023, men stannade i en övergångsfas på Banijay till maj 2023.

## Filmografi (i urval)

### Som producent
- 1996 – Pin up
- 1997 – Beck – Spår i mörker
- 1997 – Emma åklagare. Människosmugglarna
- 1997 – Beck
- 1997 – Beck – Pensionat Pärlan
- 1997 – Beck – Mannen med ikonerna
- 1998 – Beck – Moneyman
- 1998 – Beck – Monstret
- 1998 – Beck – Vita nätter
- 1998 – Beck – Öga för öga
- 1999 – Stjärnsystrar
- 2000 – Ljuset håller mig sällskap
- 2000 – En häxa i familjen
- 2000 – Barnen på Luna
- 2001 – Hämndens pris
- 2001 – Beck – Mannen utan ansikte
- 2002 – Beck – Annonsmannen
- 2002 – Beck – Enslingen
- 2002 – Beck – Kartellen
- 2002 – Beck – Okänd avsändare
- 2002 – Beck – Pojken i glaskulan
- 2002 – Beck – Sista vittnet
- 2003 – En ö i havet (TV-serie)
- 2004 – Hip hip hora!
- 2004 – Bara Bea
- 2005 – 27 sekundmeter snö (TV-film)
- 2006 – Snapphanar (miniserie) (TV-serie)
- 2006 – Beck – Advokaten
- 2006 – Beck – Flickan i jordkällaren
- 2006 – Beck – Skarpt läge
- 2006 – Drottningens kompis
- 2006 – Lilla spöket Laban
- 2006 – Laban och jultomten
- 2006 – Millimina är borta
- 2006 – Var är Labolina?
- 2006 – Vem där, Laban?
- 2007 – Beck – Den japanska shungamålningen
- 2007 – Beck – Den svaga länken
- 2007 – Beck – Det tysta skriket
- 2007 – Beck – Gamen
- 2007 – Beck – I Guds namn
- 2007 – Kull!
- 2007 – Lilla Spöket Laban - Spökdags
- 2007 – Lilla Spöket Laban: Dumma Pappa Spöke
- 2007 – Lilla Spöket Laban: Laban tältar
- 2007 – Lilla Spöket Laban: Mamma hickar
- 2007 – Lilla Spöket Laban: Pappa är sjuk
- 2007 – Lilla Spöket Laban: Stor och duktig
- 2007 – Lilla Spöket Laban: Vilse i skogen
- 2008 – Patrik 1,5
- 2008 – Lilla spöket Laban – världens snällaste spöke
- 2009 – Lilla spöket Laban – bullar och bång
- 2009 – Beck – I stormens öga
- 2010 – Beck – Levande begravd
- 2010 – Lilla Anna - Nattmössan
- 2011 – Var inte rädd Långa Farbrorn
- 2011 – Kronjuvelerna
- 2012 – Lilla Anna och Långa farbrorn
- 2013 – Emil & Ida i Lönneberga
- 2013 – Beck – Familjen
- 2013 – Beck – Invasionen
- 2013 – Beck – Rum 302
- 2013 – Beck – Sjukhusmorden
- 2016 – Beck – Vägs ände